# Pontal do Araguaia
Pontal do Araguaia – miasto i gmina w Brazylii, w stanie Mato Grosso.